# Patrik Simon Enyingi
Patrik Simon Enyingi (* 24. Januar 2001) ist ein ungarischer Leichtathlet, der sich auf den Sprint spezialisiert hat. Aktuell ist er Inhaber des Landesrekordes im 400-Meter-Lauf.

## Sportliche Laufbahn
Erste internationale Erfahrungen sammelte Patrik Simon Enyingi bei den World Athletics Relays 2024 in Nassau, bei denen er in 3:18,78 min den siebten Platz im A-Lauf in der 2. Qualifikationsrunde in der Mixed-Staffel für die Olympischen Spiele in Paris belegte und damit eine Direktqualifikation verpasste. Im Juni belegte er dann bei den Europameisterschaften in Rom in 3:02,10 min den achten Platz in der 4-mal-400-Meter-Männerstaffel. Im Jahr darauf schied er bei den Halleneuropameisterschaften in Apeldoorn mit 46,45 s im Halbfinale über 400 Meter aus, wie auch bei den Hallenweltmeisterschaften kurz darauf in Nanjing mit 46,93 s. Zudem gewann er dort im Staffelbewerb mit neuem Landesrekord von 3:06,03 min gemeinsam mit Zoltán Wahl, Árpád Kovács und Attila Molnár die Bronzemedaille hinter den Teams aus den Vereinigten Staaten und Jamaika. Ende Juni wurde er bei der 1. Liga der Team-Europameisterschaft in Madrid in 44,84 s Dritter über 400 Meter hinter dem Briten Samuel Reardon und Oleksandr Pohorilko aus der Ukraine und entschied in der Mixed-Staffel in 3:14,97 min das B-Finale für das ungarische Team. Anschließend gewann er bei den World University Games in Bochum in 45,41 s die Silbermedaille über 400 Meter hinter dem Südafrikaner Lythe Pillay und belegte mit der Männerstaffel in 3:04,55 min den vierten Platz.
In den Jahren 2020 und 2022 wurde Enyingi ungarischer Meister in der 4-mal-400-Meter-Staffel im Freien sowie 2022, 2023 und 2025 in der Halle. Zudem wurde er 2025 auch Hallenmeister über 400 Meter.

## Persönliche Bestzeiten
- 200 Meter: 21,13 s (−0,2 m/s), 25. Mai 2025 in Budapest
- 300 Meter: 33,13 s, 3. September 2024 in Békéscsaba
- 400 Meter: 44,84 s, 27. Juni 2025 in Madrid (ungarischer Rekord)
  - 400 Meter (Halle): 46,19 s, 4. Februar 2025 in Ostrava